# Montserrat Pérez Iborra
Montserrat Pérez Iborra (Barcelona, 1906-1981) fue una empresaria española.

## Biografía
Nació en Masnou, Barcelona el 6 de diciembre de 1906. Estudió el bachillerato de ciencias, a pesar de que en aquel tiempo era extraño que una chica cursara estos estudios.
Acabado el bachillerato, se matriculó de Ciencias Físicas. Fue la primera mujer en licenciarse en la Facultad de Ciencias de la Universidad de Barcelona (UB) en 1931. Tres años después, Pompeu Fabra, presidente del Patronato de la UB, la nombraría profesora ayudante interina de esta Universidad. También daba clases en Liceo Garcigoy y en el Instituto Balmes.
Se casó con Bertran Domènech Casas , con quien tuvo cuatro hijos: M. Mercè, Gabriel, Montserrat y Raimon. En 1936, pasaba el verano con su familia en Premià de Mar cuando estalló la Guerra Civil Española. Entonces empezó a dar clases a un grupo de chicos y chicas, la familia de los cuales no quería que dejaran de estudiar.
A raíz de esta experiencia, en 1939 Montserrat fundó "las escuelas" y es que, a pesar de que era una sola, las autoridades franquistas no permitían que fuera mixta. Chicos y chicas separados sólo se entreveían a través de una línea separatoria de cañas de bambú en el patio.
Montserrat Pérez Iborra transmitió en la escuela su espíritu fuerte, emprendedor, moderno y laico, la dedicación absoluta y la búsqueda de la máxima calidad siempre con nuevos métodos de aprendizaje y estimulación. En las escuelas han estudiado personajes como Jordi Pujol, Guillermina Motta, Chicho Ibáñez-Serrador, Tomàs Alcoverro, Joan Gràcia de " Tricicle", Roger Justafré, Sergi Bruguera, Aleix Vidal-Quadras, Marta Balletbò-Coll, Rosa Deulofeu y González, Ana Urdangarín, José Luis Pascual Samaranch, Santi Soteras, J. Alvar Neto, Oriol Muntané, Miquel Portero, Jaume Figueres, familia Gaspar (Sala Gaspar), entre otros.
Entre el profesorado de la escuela destacar Maria Novel, Francesc Gomà y Musté, Victoria de Àngels, Pilar Meler, Pere Ribera, Ramón Vives, Pilar Vives, Carme Laura-Gil, etc. La tarea de dirección la siguió su hijo Gabriel Casas Pérez-Iborra, quien ya ha pasado el relevo al nieto, Jordi.